# 1373
1373 (MCCCLXXIII) fue un año común comenzado en sábado del calendario juliano, en vigor en aquella fecha.

## Acontecimientos
- 18 de octubre - El papa Gregorio XI aprueba la Orden de los Jerónimos.
- Se funda el primer monasterio jerónimo en Lupiana (Guadalajara), España.
- Se firma un tratado de alianza entre Portugal e Inglaterra, todavía en vigor, con lo que se considera el tratado más antiguo todavía activo.
- Se construye el Wat Phnom Daun Penh en Phnom Penh.
- Ugolino di Giovanni, Lunardino di Bernardo, Paolo di Ceccolo, y Antonio di Mula son capitanes de regentes de San Marino.
- Portugal y Castilla firman la paz.
- León VI de Armenia asciende al trono.
- Carlos IV de Luxemburgo es elegido margrave de Brandemburgo.
- Bristol adquiere el rango de condado.
- Se funda la Università (asamblea) de Malta.

## Nacimientos
- 31 de marzo: Catalina de Lancáster, futura reina de Castilla.
- Febrero: Beatriz de Portugal (m. 1420), reina (pretendiente) de Portugal.

## Fallecimientos
- Constantino VI de Armenia.
- 23 de julio: Brígida de Suecia, santa.